# Kurt Masur

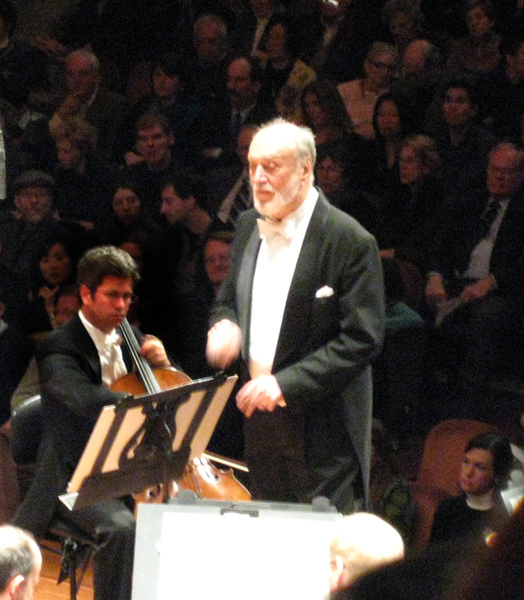
Kurt Masur dirigeert het San Francisco Symphony Orchestra, 2007

Kurt Masur (Brieg, 18 juli 1927 – Greenwich, Connecticut, 19 december 2015) was een Duits dirigent en zesentwintig jaar lang (1970-1996) chef-dirigent van het Gewandhausorchester te Leipzig. Hij droeg door zijn bemiddelende rol ertoe bij dat de revolutie in de DDR eind 1989 geweldloos verliep.  

## Loopbaan
Kurt Masur werd geboren in het stadje Brieg, dat na de Tweede Wereldoorlog door de sovjets aan Polen werd overgedragen. In navolging van zijn vader, bij wiens bedrijf hij enige tijd werkte, was Kurt Masur opgeleid in de elektrotechniek. Door de pianolessen van zijn oudere zus raakte hij geïnteresseerd in muziek. Toen hij zijn opleiding tot pianist, organist en cellist moest afbreken doordat hij zijn rechterpink niet meer kon strekken, stapte hij over naar orkestdirectie. Door datzelfde ongemak gebruikte hij nooit een dirigeerstok.
Masur was van 1955 tot 1958 dirigent van de Dresdner Philharmonie en keerde daar terug van 1967 tot 1972. Hij leidde ook de Komische Oper Berlin. Van 1970 tot 1996 was hij 'Kapellmeister' van het Gewandhausorchester Leipzig. Daarnaast werd hij in 1991 tot 'Music Director' van de New York Philharmonic benoemd. Bij zijn vertrek in 2002 kreeg hij de eretitel 'Music Director Emeritus'. 
Van 2000 tot 2007 was Masur chef-dirigent van het London Philharmonic Orchestra. Van 2002 tot 2008 had hij die functie ook bij het Orchestre National de France, dat hem bij zijn afscheid tot eredirigent benoemde. Toen hij op 18 juli 2007 zijn 80ste verjaardag vierde, dirigeerde hij beide gecombineerde orkesten bij de Proms in de Londense Royal Albert Hall. Hij was 'Eregastdirigent voor het leven' bij het Israëlisch Filharmonisch Orkest. 
In 2012 maakte Masur bekend dat hij al sinds enkele jaren leed aan de ziekte van Parkinson. Die ziekte werd hem eind 2015 fataal. Hij stierf op 88-jarige leeftijd in Greenwich (Connecticut).

## Repertoire
Masur is vooral bekend om zijn interpretaties van werken uit de 19de-eeuwse romantiek van Beethoven, Bruckner, Dvořák, Liszt, Brahms, Mahler, Mendelssohn, Tsjaikovski, Schubert, Schumann. Hij dirigeerde ook muziek van Sibelius, Prokofjev, Sjostakovitsj, Britten en Gershwin. Doordat hij tientallen jaren verbonden was aan het Gewandhausorchester heeft hij daarmee vele opnamen gemaakt, maar zijn uitgebreide discografie omvat ook talloze opnamen met andere orkesten.

## Studenten
Tot zijn studenten behoren een aantal bekende dirigenten, waaronder Adrian Prabava, Kahchun Wong, Matthias Manasi, Ivo Hentschel en Cornelius Meister.

## Politiek
Jarenlang woonde en werkte Masur in de Duitse Democratische Republiek, waarvan hij een loyaal staatsburger was. In 1982 werd hem de  Nationalpreis der DDR toegekend. Door de (gewelddadige) arrestaties van vreedzame burgers in Dresden eind jaren tachtig veranderden zijn opvattingen over het communistische regime. In oktober 1989 trad hij op als bemiddelaar toen veiligheidstroepen dreigden protestdemonstraties in Leipzig met geweld neer te slaan. Door zijn houding tegenover de SED-partijleiding speelde hij een rol bij de uiteindelijke hereniging van Duitsland een jaar later.

## Onderscheiding
Enkele onderscheidingen die Masur ontving:
- 1995 Opgenomen in de Duitse Orde van Verdienste van de Bondsrepubliek Duitsland
- 1995 Kruis van verdienste in het Franse Legioen van Eer
- 1999 Commandeur in de Orde van Verdienste van de Republiek Polen
- 2001 Erelid Royal Academy of Music
- 2002 Kruis van verdienste met ster in het Franse Legioen van Eer (promotie)
- 2007 Grootkruis in de Orde van Verdienste van de Bondsrepubliek Duitsland (promotie)
- Ereburger van zijn geboorteplaats Brieg.